# Giovanni Lucantoni
Giovanni Lucantoni (Macerata, 18 de gener de 1825 - París, 30 de maig de 1902) fou un compositor italià.
Fou deixeble de Pacini i després estudià al Conservatori de Milà on es donà a conèixer el 1845 amb Don Chisciotte, ball en dos actes que fou representat en el teatre La Scala de Milà.
A més, és autor, de l'òpera Elisa, d'una missa i de nombroses melodies, romances, duets, etc.